# Список глав Монголии
Список глав Монголии включает лиц, являвшихся главой государства в Монголии после обретения ею независимости в 1911 году.
В настоящее время главой государства является Президент Монголии (монг. Монгол Улсын Ерөнхийлөгч). Посвящённые посту статьи конституции, принятой в 1992 году, образующие часть 2 главы 3, устанавливают, что президент является главой государства и воплощением единства народа. Первоначально он избирался прямым общенациональным голосованием на четырёхлетний срок с правом однократного переизбрания, начиная с выборов 2021 года — на шестилетний срок без права переизбрания. Он является главнокомандующим вооружёнными силами; предлагает Великому государственному хуралу (ВГХ) кандидатуру для назначения на пост премьер-министра в консультации с партией парламентского большинства, может предлагать ВГХ роспуск правительства; представляет монгольское государство во внешних сношениях и, по согласованию с ВГХ, заключает от имени страны международные договоры; обладает правом вето на законы, преодолеваемое двумя третями присутствующих членов ВГХ; присваивает государственные звания и высшие воинские чины, награждает орденами и медалями; объявляет помилование; решает вопросы предоставления и аннулирования гражданства страны и предоставления убежища; даёт указания правительству по вопросам, входящим в его компетенцию (издаваемые при этом указы вступают в силу после подписания премьер-министром). Президент несёт ответственность перед ВГХ, в случае нарушения Конституции или злоупотребления властью в нарушение присяги Президент может быть отстранен от должности на основании заключения Конституционного суда подавляющим большинством присутствующих и участвующих в голосовании членов ВГХ. Во время временного отсутствия президента его полномочия в полном объёме осуществляет председатель ВГХ, в случае отставки, смерти или добровольного ухода в отставку президента его полномочия в полном объёме осуществляются председателем ВГХ до вступления в должность вновь избранного президента.
В Китайской Республике переход на григорианский календарь был осуществлён 1 января 1912 года, что привело к его использованию и на территории Монголии.
Все монгольские имена и термины, как правило, приведены на монгольской кириллице, введённой в 1941 году. Написание на использовавшемся до этого старомонгольском письме не приведено в силу отсутствия достаточных источников и особенностей его вертикальной графики.
Применённая в первых столбцах таблиц нумерация является условной. Также условным является использование в первых столбцах цветовой заливки, служащей для упрощения восприятия принадлежности лиц к различным политическим силам без необходимости обращения к столбцу, отражающему партийную принадлежность. Наряду с партийной принадлежностью, в столбце «Партия» также отражён беспартийный статус персоналий. В столбце «Выборы» после 1992 года отражены состоявшиеся выборные процедуры. Для удобства список разделён на принятые в историографии периоды истории страны. Приведённые в преамбулах к каждому из разделов описания этих периодов призваны пояснить особенности политической жизни Монголии.

## Богдо-ханская Монголия (1911—1924)
В результате революции в Государстве Великая Цин и установления Китайской Республики вассальная зависимость Халхи по отношению к павшей маньчжурской династии была утрачена, 1 [14] декабря 1911 года на съезде халхаские князья и ламы провозгласили независимость Монголии (монг. Монгол Улс, ст.-монг.: ᠮᠤᠩᠭᠤᠯᠤᠯᠤᠰ). 16 [29] декабря 1911 года буддийский лидер страны Богдо-гэгэн VIII был провозглашён богдо-ханом (монг. богд хаан, ст.-монг.: ᠪᠣᠭᠳᠠᠬᠠᠭᠠᠨ), став её теократическим правителем. Место его пребывания (монг. Их хүрээ, ст.-монг.: ᠶᠡᠬᠡᠬᠦᠷᠢᠶᠡᠨ  — «великий монастырь») было переименовано в «столичный монастырь» (монг. Нийслэл хүрээ, ст.-монг.: ᠨᠡᠶᠢᠰᠯᠡᠯᠬᠦᠷᠢᠶᠡᠨ), была воссоздана печать великого хана, символ высшей государственной власти. Президент Юань Шикай 8 апреля 1912 года издал декрет об отмене вассального статуса Монголии, Тибета и Восточного Туркестана, уравняв их с китайскими провинциями, а их жителей объявив гражданами Китая. Это вызвало протест России, подписавшей с назначенным 13 июля 1912 года монгольским премьер-министром сайн-нойон-ханом Тугс-Очирын Намнансурэном 21 октября [3 ноября] 1911 года соглашение, признающее автономию (в русском тексте) или независимость (в монгольском тексте) Монголии и предоставившее русским подданным в ней привилегии. Согласно подписанной 23 октября 1913 года русско-китайской декларации Россия признала сюзеренитет Китая над Монголией, в свою очередь Китай признал право Внешней Монголии на самоуправление, включая распоряжение торговлей и промышленностью, согласился не вводить в неё войска, не содержать в ней гражданских или военных властей. 25 мая 1915 года в Троицкосавске было заключено соглашение России, Китая и Монголии, подтвердившее автономию Внешней Монголии и описавшее её границы. В октябре 1919 года китайская Северо-Западная пограничная армия под командованием генерала Сюй Шучжэна заняла Нийслэл хүрээ и вскоре оккупировала страну. Подписанная 17 ноября под давлением Сюй Шучжэна «Коллективная петиция правительства, князей и лам Внешней Монголии» об отмене автономии была утверждена 22 ноября президентом Китайской Республики Сюй Шичаном, который расторг трёхстороннее соглашение 1915 года о статусе Монголии. 2 января 1920 года Сюй Шучжэн устроил церемонию отречения богдо‑хана и его правительства от власти.
Находящийся под домашним арестом богдо-хан неоднократно обращался к барону Р. Ф. Унгерн-Штернбергу, командующему Азиатской конной дивизией, вышедшей из Даурии в Монголию в октябре 1920 года, с просьбой освободить Нийслэл хүрээ (Ургу) от китайцев. Успешный штурм Урги был проведён 1—4 февраля 1921 года и привёл к восстановлению независимости страны, 13 марта было назначено её новое правительство.
По решению I съезда Монгольской народной партии (МНП), состоявшегося 1—3 марта 1921 года в городе Троицковсавске в Дальневосточной республике, на прошедшем 13 марта там же совещании представителей трудящихся пограничных хошунов, партизанских отрядов и партийных организаций Монголии было создано революционное Временное народное правительство, которое после взятия 18 марта торговой слободы Маймачен переехало в неё, а после победы созданной Монгольской народно-революционной армии организовало работу в столице: 9 июля богдо-хан получил письмо вождей революции о будущем реформировании всех порядков в стране, за исключением религии, 10 июля ЦК МНП распорядился о формировании нового правительства, а 11 июля состоялась церемония повторной интронизации богдо-хана, сохранившего номинальные полномочия. После смерти Богдо-гэгэна VIII 20 мая 1924 года от рака горла поиски его нового тулку были запрещены, была провозглашена Монгольская Народная Республика.
|        | Портрет                                                                            | Имя (годы жизни) | Полномочия           | Полномочия     | Партия                                                                  | Комментарии                                                                   | Пр.                  |
| Начало | Портрет                                                                            | Имя (годы жизни) | Окончание            |                | Партия                                                                  | Комментарии                                                                   | Пр.                  |
| ------ | ---------------------------------------------------------------------------------- | --- | -------------------- | -------------- | ----------------------------------------------------------------------- | ----------------------------------------------------------------------------- | -------------------- |
| 1      |                                                                                    | Богдо-гэгэн VIII монг. Богд гэгээн (1869—1924) урожд. Нгаванг Лобсанг Чокьи Ньима Тензин Вангчуг тиб. ངག་དབང་བློ་བཟང་ཆོས་ཀྱི་ཉི་མ་བསྟན་འཛིན་དབང་ཕྱུག་ монг. Агваанлувсанчойжинямданзанванчүг | 16 [29] декабря 1911 | 20 мая 1924    | глава буддистов Монголии                                                | [ комм. 14 ]                                                                  | [ 18 ] [ 19 ] [ 20 ] |
| 1      | Со 2 января 1920 года по 15 февраля 1921 года был лишён государственных полномочий | Богдо-гэгэн VIII монг. Богд гэгээн (1869—1924) урожд. Нгаванг Лобсанг Чокьи Ньима Тензин Вангчуг тиб. ངག་དབང་བློ་བཟང་ཆོས་ཀྱི་ཉི་མ་བསྟན་འཛིན་དབང་ཕྱུག་ монг. Агваанлувсанчойжинямданзанванчүг |                      |                |                                                                         |                                                                               | [ 18 ] [ 19 ] [ 20 ] |
| и. о.  |                                                                                    | Балингийн Цэрэндорж (1868—1928) монг. Балингийн Цэрэндорж | 20 мая 1924          | 28 ноября 1924 | Монгольская народная партия → Монгольская народная революционная партия | глава Временного Народного правительства монг. Ардын Тур Засгийн газрын дарга | [ 21 ] [ 22 ] [ 23 ] |

## Монгольская Народная Республика (1924—1992)
Монгольская Народная Республика, МНР (монг. Бүгд Найрамдах Монгол Ард Улс, ст.-монг.: ᠪᠦᠭᠦᠳᠡᠨᠠᠶᠢᠷᠠᠮᠳᠠᠬᠤᠮᠣᠩᠭᠣᠯᠠᠷᠠᠳᠤᠯᠤᠰ) была провозглашена 13 июня 1924 года.
Её конституция вступила в силу 26 ноября 1924 года, 28—29 ноября были сформированы новые органы власти. Структура государственных органов и наименование поста главы государства МНР неоднократно менялись. После демократической революции 1990 года и проведения первых демократических выборов был установлен пост президента.
С вступлением в 1992 году в силу новой конституции было восстановлено и историческое название государства Монголия (монг. Монгол Улс).
|                                                      | Портрет         | Имя (годы жизни)                                                                                                   | Полномочия       | Полномочия                                                                                    | Партия                                    | Должность | Пр.                  |
| Начало                                               | Портрет         | Имя (годы жизни)                                                                                                   | Окончание        |                                                                                               | Партия                                    | Должность | Пр.                  |
| ---------------------------------------------------- | --------------- | --- | ---------------- | --------------------------------------------------------------------------------------------- | ----------------------------------------- | --- | -------------------- |
| 2                                                    |                 | Навандоржийн Жадамба (1900—1939) монг. Наваандоржийн Жадамбаа                                                      | 28 ноября 1924   | 29 ноября 1924                                                                                | Монгольская народная революционная партия | председатель Великого государственного хурала монг. Их Хурлын дарга                                                            | [ 29 ] [ 30 ]        |
| 3                                                    |                 | Пэлжидийн Гэндэн (1892—1937) монг. Пэлжидийн Гэндэн                                                                | 29 ноября 1924   | 15 ноября 1927                                                                                | Монгольская народная революционная партия | председатель Президиума Малого государственного хурала монг. Бага Хурлын Тэргүүлэгчдийн дарга                                  | [ 31 ] [ 32 ] [ 33 ] |
| 4                                                    |                 | Жамцангийн Дамдинсурэн (1898—1938) монг. Жамцангийн Дамдинсүрэн                                                    | 15 ноября 1927   | 23 января 1929                                                                                | Монгольская народная революционная партия | председатель Президиума Малого государственного хурала монг. Бага Хурлын Тэргүүлэгчдийн дарга                                  | [ 34 ]               |
| 5                                                    |                 | Хорлоогийн Чойбалсан (1895—1952) монг. Хорлоогийн Чойбалсан урожд. Хорлоогийн Дугар монг. Хорлоогийн Дугар         | 23 января 1929   | 27 апреля 1930                                                                                | Монгольская народная революционная партия | председатель Президиума Малого государственного хурала монг. Бага Хурлын Тэргүүлэгчдийн дарга                                  | [ 35 ] [ 36 ] [ 37 ] |
| 6                                                    |                 | Лосолын Лаган (1887—1940) монг. Лосолын Лааган                                                                     | 27 апреля 1930   | 2 июля 1932                                                                                   | Монгольская народная революционная партия | председатель Президиума Малого государственного хурала монг. Бага Хурлын Тэргүүлэгчдийн дарга                                  | [ 38 ]               |
| 7                                                    |                 | Агданбуугийн Амар (1886—1941) монг. Агданбуугийн Амар урожд. Агданбуугийн Гонгор монг. Агданбуугийн Гонгор         | 2 июля 1932      | 22 марта 1936                                                                                 | Монгольская народная революционная партия | председатель Президиума Малого государственного хурала монг. Бага Хурлын Тэргүүлэгчдийн дарга                                  | [ 39 ] [ 40 ] [ 41 ] |
| 8                                                    |                 | Дансранбилэгийн Догсом (1884—1941) монг. Дансранбилэгийн Догсом                                                    | 22 марта 1936    | 9 июля 1939                                                                                   | Монгольская народная революционная партия | председатель Президиума Малого государственного хурала монг. Бага Хурлын Тэргүүлэгчдийн дарга                                  | [ 42 ] [ 43 ] [ 44 ] |
| Пост вакантен с 9 июля 1939 года по 6 июля 1940 года |                 | |                  |                                                                                               |                                           | |                      |
| 9 (I—II)                                             |                 | Гончигийн Бумцэнд (1881—1953) монг. Гончигийн Бумцэнд                                                              | 6 июля 1940      | 6 июля 1951                                                                                   | Монгольская народная революционная партия | председатель Президиума Малого государственного хурала монг. Бага Хурлын Тэргүүлэгчдийн дарга                                  | [ 45 ] [ 46 ]        |
| 9 (I—II)                                             | 6 июля 1951     | Гончигийн Бумцэнд (1881—1953) монг. Гончигийн Бумцэнд                                                              | 23 сентября 1953 | председатель Президиума Великого государственного хурала монг. Их Хурлын Тэргүүлэгчдийн дарга | Монгольская народная революционная партия | | [ 45 ] [ 46 ]        |
| и. о.                                                |                 | Сухбаатарын Янжмаа (1894—1962) монг. Сүхбаатарын Янжмаа урожд. Нэмэндэйн Янжмаа монг. Нэмэндэйн Янжмаа             | 23 сентября 1953 | 7 июля 1954                                                                                   | Монгольская народная революционная партия | заместитель председателя Президиума Малого государственного хурала монг. Их Хурлын Тэргүүлэгчдийн даргын орлогч                | [ 47 ]               |
| 10 (I—II)                                            |                 | Жамсарангийн Самбу (1895—1972) монг. Жамсрангийн Самбуу                                                            | 7 июля 1954      | 6 июля 1960                                                                                   | Монгольская народная революционная партия | председатель Президиума Великого государственного хурала монг. Их Хурлын Тэргүүлэгчдийн дарга                                  | [ 48 ] [ 49 ]        |
| 10 (I—II)                                            | 6 июля 1960     | Жамсарангийн Самбу (1895—1972) монг. Жамсрангийн Самбуу                                                            | 21 мая 1972      | председатель Президиума Великого народного хурала монг. Ардын Их Хурлын Тэргүүлэгчдийн дарга  | Монгольская народная революционная партия | | [ 48 ] [ 49 ]        |
| и. о.                                                |                 | Цаганламын Дугэрсурэн (1914—1986) монг. Цагаанламын Дүгэрсүрэн                                                     | 21 мая 1972      | 30 июня 1972                                                                                  | Монгольская народная революционная партия | заместитель председателя Президиума Малого народного хурала монг. Ардын Их Хурлын Тэргүүлэгчдийн орлогч дарга                  | [ 27 ]               |
| и. о.                                                |                 | Сономын Лувсан (1912—1994) монг. Сономын Лувсан                                                                    | 30 июня 1972     | 11 июня 1974                                                                                  | Монгольская народная революционная партия | первый заместитель председателя Президиума Малого народного хурала монг. Ардын Их Хурлын Тэргүүлэгчдийн нэгдүгээр орлогч дарга | [ 27 ]               |
| 11                                                   |                 | Юмжагийн Цэдэнбал (1916—1991) монг. Юмжагийн Цэдэнбал                                                              | 11 июня 1974     | 23 августа 1984                                                                               | Монгольская народная революционная партия | председатель Президиума Великого народного хурала монг. Ардын Их Хурлын Тэргүүлэгчдийн дарга                                   | [ 50 ] [ 51 ] [ 52 ] |
| и. о.                                                |                 | Нямын Жагварал (1919—1987) монг. Нямын Жагварал                                                                    | 23 августа 1984  | 12 декабря 1984                                                                               | Монгольская народная революционная партия | заместитель председателя Президиума Малого народного хурала монг. Ардын Их Хурлын Тэргүүлэгчдийн орлогч дарга                  | [ 27 ]               |
| 12                                                   |                 | Жамбын Батмунх (1927—1997) монг. Жамбын Батмөнх                                                                    | 12 декабря 1984  | 21 марта 1990                                                                                 | Монгольская народная революционная партия | председатель Президиума Великого народного хурала монг. Ардын Их Хурлын Тэргүүлэгчдийн дарга                                   | [ 53 ] [ 54 ]        |
| 13 (I—II)                                            |                 | Пунсалмаагийн Очирбат (1942—2025) монг. Пунсалмаагийн Очирбат урожд. Гэндэнжавын Очирбат монг. Гэндэнжавын Очирбат | 21 марта 1990    | 3 сентября 1990                                                                               | Монгольская народная революционная партия | председатель Президиума Великого народного хурала монг. Ардын Их Хурлын Тэргүүлэгчдийн дарга                                   | [ 55 ] [ 56 ]        |
| 13 (I—II)                                            | 3 сентября 1990 | Пунсалмаагийн Очирбат (1942—2025) монг. Пунсалмаагийн Очирбат урожд. Гэндэнжавын Очирбат монг. Гэндэнжавын Очирбат | 12 февраля 1992  | президент монг. Ерөнхийлөгч                                                                   | Монгольская народная революционная партия | | [ 55 ] [ 56 ]        |

## Современный период (с 1992)
С вступлением 12 февраля 1992 года в силу новой конституции было восстановлено историческое название государства Монголия (монг. Монгол Улс), установлена представительная демократия с закреплением разделения властей, полномочия президента (монг. Ерөнхийлөгч) как главы государства, избирательный цикл, обеспечение свободы вероисповедания, передвижения, выражения мнений, частной собственности. В 2019 году в неё были внесены поправки, усилившие полномочия правительства с целью обеспечения его стабильного положения в системе власти.
|             | Портрет      | Имя (годы жизни)                                                                                                   | Полномочия      | Полномочия | Партия                                    | Выборы       | Пр.           |
| Начало      | Портрет      | Имя (годы жизни)                                                                                                   | Окончание       | | Партия                                    | Выборы       | Пр.           |
| ----------- | ------------ | --- | --------------- | --- | ----------------------------------------- | ------------ | ------------- |
| 13 (II—III) |              | Пунсалмаагийн Очирбат (1942—2025) монг. Пунсалмаагийн Очирбат урожд. Гэндэнжавын Очирбат монг. Гэндэнжавын Очирбат | 12 февраля 1992 | 6 мая 1993 | Монгольская народная революционная партия | [ комм. 29 ] | [ 55 ] [ 56 ] |
|             | 6 мая 1993   | Пунсалмаагийн Очирбат (1942—2025) монг. Пунсалмаагийн Очирбат урожд. Гэндэнжавын Очирбат монг. Гэндэнжавын Очирбат | 20 июня 1997    | Монгольская социал-демократическая партия выдвинут совместно с Монгольской национально-демократической партией | 1993                                      |              | [ 55 ] [ 56 ] |
| 14 (I—II)   |              | Нацагийн Багабанди (1950—) монг. Нацагийн Багабанди                                                                | 20 июня 1997    | 6 июня 2001 | Монгольская народная революционная партия | 1997         | [ 59 ] [ 60 ] |
| 14 (I—II)   | 6 июня 2001  | Нацагийн Багабанди (1950—) монг. Нацагийн Багабанди                                                                | 24 июня 2005    | 2001 | Монгольская народная революционная партия |              | [ 59 ] [ 60 ] |
| 15          |              | Намбарын Энхбаяр (1958—) монг. Намбарын Энхбаяр                                                                    | 24 июня 2005    | 18 июня 2009                                                                                                   | Монгольская народная революционная партия | 2005         | [ 61 ] [ 62 ] |
| 16 (I—II)   |              | Цахиагийн Элбэгдорж (1963—) монг. Цахиагийн Элбэгдорж                                                              | 18 июня 2009    | 10 июля 2013                                                                                                   | Демократическая партия                    | 2009         | [ 63 ] [ 64 ] |
| 16 (I—II)   | 10 июля 2013 | Цахиагийн Элбэгдорж (1963—) монг. Цахиагийн Элбэгдорж                                                              | 10 июля 2017    | 2013 | Демократическая партия                    |              | [ 63 ] [ 64 ] |
| 17          |              | Халтмаагийн Баттулга (1963—) монг. Халтмаагийн Баттулга                                                            | 10 июля 2017    | 25 июня 2021                                                                                                   | Демократическая партия                    | 2017         | [ 65 ] [ 66 ] |
| 18          |              | Ухнаагийн Хурэлсух (1968—) монг. Ухнаагийн Хүрэлсүх                                                                | 25 июня 2021    | действующий | Монгольская народная партия               | 2021         | [ 67 ]        |